# Hachinosu Peak
Der Hachinosu Peak (japanisch 蜂の巣山 Hachinosu-yama, deutsch ‚Bienenkorbspitze‘) ist mit 45 m die höchste Erhebung der Ost-Ongul-Insel vor der Küste des ostantarktischen Königin-Maud-Lands. Er ragt 300 m östlich der Nishino-ura Cove auf.
Vermessungen und Luftaufnahmen einer japanischen Antarktisexpedition, deren Teilnehmer die deskriptive Benennung vornahmen, dienten der Kartierung dieses Gipfels. Das US-amerikanische Advisory Committee on Antarctic Names übertrug diese Benennung 1968 ins Englische. In Norwegen trägt er den Namen Kuben (deutsch Würfel).